# Hydrox
Hydrox to mieszanina gazów używana do oddychania w czasie nurkowania, stanowiąca alternatywę dla powietrza.
Hydrox składa się z dwóch gazów, wodoru oraz tlenu w różnych proporcjach, które dobierane są do konkretnego nurkowania. Mieszaninę tą, podobnie jak heliox, trimix i neox, stosuje się w nurkowaniach głębokich. Dzięki wyeliminowaniu azotu nie występuje narkoza azotowa.
Ze względu na wybuchowość mieszanin wodoru i tlenu, stężenie tlenu w hydroksie nie może przekraczać 4%. Oznacza to, że ciśnienie parcjalne tlenu w hydroksie na powierzchni wody wynosi najwyżej 0,04 atmosfery. Przyjmuje się, że bezpieczne dla człowieka ciśnienie parcjalne tlenu zawiera się w przedziale od 0,16 do 1,4 atmosfery. Wynika z tego, że hydrox można stosować dopiero na większej głębokości, gdzie zostanie on sprężony do ciśnienia otaczającej wody. Dla hydroksu zawierającego 4% tlenu głębokością minimalną jest 30 metrów, a więc zanurzając się z powierzchni do tej głębokości jak również podczas wynurzania z 30 metrów do powierzchni nurek musi oddychać inną mieszaniną, np. powietrzem lub nitroxem.
Butle zawierające hydrox (a także jakikolwiek gaz inny niż powietrze) muszą być wyraźnie oznaczone, gdyż omyłkowe nurkowanie z wykorzystaniem gazu innego niż uwzględniony w planie nurkowania lub zaprogramowany w komputerze nurkowym stanowi poważne zagrożenie dla życia nurka.
Stosowanie do oddychania gazów innych niż powietrze wymaga wiedzy, którą nabyć można na specjalistycznych kursach.